# Operation Blixt
Operation Blixt (kroatiska: Operacija Bljesak) var en offensiv militär operation som genomfördes av den kroatiska armén under det kroatiska självständighetskriget. Operationen genomfördes i början av maj 1995 och dess mål var att återerövra de områden i västra Slavonien som intagits av de serbiska separatisterna och som av dessa införlivats i Serbiska republiken Krajina under striderna 1991.
Offensiven varade i tre dagar och slutade med att de serbiska styrkorna drog sig tillbaka och att de kroatiska myndigheterna återtog kontrollen över området. Operation Blixt ansågs vara en förberedande operation inför den mer ambitiösa Operation Storm som följde i augusti samma år.

## Anfallet
Operationen inleddes på morgonen den 1 maj 1995 då 7 200 kroatiska soldater gick in i området.  Serbiska republiken Krajinas styrkor i området utgjordes av omkring 8 000 serbiska soldater, poliser och paramilitärer. Oförberedda och överväldigade drog sig de serbiska styrkorna snart tillbaka och den 3 maj förklarade den kroatiska armén operationen avslutad.

## Följder
De serbiska styrkorna svarade med att beskjuta den kroatiska huvudstaden Zagreb. Under  raketattackerna mot Zagreb den 2 och 3 maj 1995 dödades 7 civila personer och 214 skadades.
Omkring 83 serbiska civila omkom i samband med offensiven. Ungefär 30 000 serber tvingades fly sina hem. De flesta tog sig över floden Sava som utgör gräns mellan Kroatien och Bosnien-Hercegovina och in i den angränsande bosniska statsbildningen Republika Srpska.